# Менезеш, Фрадике де
Фради́ке Банде́йра Ме́лу де Мене́зеш (порт. Fradique Bandeira Melo de Menezes; род. 21 марта 1942, Сан-Томе) — третий президент Демократической Республики Сан-Томе и Принсипи с 2001 по 2011 год.

## Биография
Родился на Сан-Томе в 1942 году, сын португальца и местной женщины. Окончил среднюю школу в Португалии, обучался в Высшем институте прикладной психологии в Лиссабоне (Португалия) и Свободном университете Брюсселя (Бельгия). Служил в португальской армии в Мозамбике, после провозглашения в 1975 году независимости Сан-Томе и Принсипи вступил в Движение за освобождение Сан-Томе и Принсипи.
В 1986—1987 годах занимал пост министра иностранных дел Сан-Томе и Принсипи и был чрезвычайным послом Сан-Томе и Принсипи при Европейском сообществе. C 1989 года — предприниматель (экспорт какао, импорт цемента).
В 1991 году избран депутатом Национального собрание Сан-Томе и Принсипи. В 1992 году стал президентом Торгово-промышленной палаты Сан-Томе и Принсипи.
В июле 2001 года избран президентом Демократической Республики Сан-Томе и Принсипи, получив 55,2 % голосов избирателей (его соперником на выборах был основатель МЛСТП и первый президент Сан-Томе и Принсипи Мануэл Пинту да Кошту, получивший 40 % голосов).
Практически сразу президент вступил в конфликт с парламентом, сначала на почте утверждения кандидатуры премьер-министра, а потом из-за разграничения полномочий президента и парламента. В 2002—2003 годах де Менезеш дважды накладывал вето на принятый парламентом закон о поправках в Конституцию, но в последний раз был вынужден его отменить из-за отсутствия поддержки со стороны собственной партии. Принятые поправки вступили в силу в 2006 году и существенно снижали влияние президента на внутреннюю политику.
16 июля 2003 года, когда де Менезеш находился с визитом в Нигерии, произошел государственный переворот, возглавленный Фернандо Перейрой. Путчистами были заняты правительственные здания и арестованы министры. Было объявлено о формировании Военной хунты национального спасения во главе с Перейрой. Судя по всему, заговорщики планировали организовать передачу власти переходному правительству и исключить де Менезеша из политической жизни Сан-Томе и Принсипи. Однако на хунту было оказано сильное международное давление, и в результате соглашения де Менезеш был восстановлен на посту уже 23 июля.
На президентских выборах 30 июля 2006 года получил 60,58 % голосов избирателей и был избран президентом Сан-Томе и Принсипи на второй срок (его соперником на выборах был Патриш Тровоада, сын бывшего президента Сан-Томе и Принсипи Мигела Тровоады).
12 февраля 2009 года был раскрыт антипрезидентский заговор, подготовленный Христианским Демократическим Фронтом во главе с Арлешио Кошта (Arlecio Costa), который был арестован вместе с 30 другими заговорщиками.
Правление де Менезеша продолжило традиции политической культуры предыдущих лет. На выборах царил неприкрытый подкуп избирателей, на который тратились деньги иностранной помощи. Коррупционные скандалы происходили регулярно и были связаны как раз с расходованием иностранной помощи. Обвинение должностного лица в коррупции обычно не вело к судебным преследованиям — напротив, чиновник снова появлялся в составе кабинета министров спустя какое-то время, либо получал почётную должность за рубежом.